# امامزاده بی بی بتولی(مسجدسلیمان)
امامزاده بی بی بتولی (بی بی بطولی)پنج کیلومتری جاده مسجد سلیمان به اهواز در میان روستای بی بی بتول و قبرستان آن واقع شده است بر اساس شجره نامه موجود امامزاده بی بی بتول خواهر بزرگوار علی بن موسی الرضا بوده است. اصل بنا به صورت دو اتاق تو در تو به ابعاد پنج در ده متر است و در آن از جانب شمال باز میشود و سپس به شبستان غربی و بعد به اتاق مرقد راه دارد. دو شبستان تو در تو به ابعاد فوق با همین ویژگی در جانب غرب بقعه است که سقف آن طاق ضربی است شالوده بنا از سنگ لاشه و ملات گچ ساخته شده و در تعمیرات اخیر با گچ اندود شده است.